# Carl Stelzner
Carl Ferdinand Stelzner, född 1 januari 1805 i Flensburg, död 23 oktober 1894 i Hamburg, var en tysk miniatyrmålare.
Hans föräldrar uppges vara köpmannen Johan Georg Bauer och Dorothea Louise Roeper men enligt ett senare vittnesmål från mamman skulle den verklige fadern vara kopparstickaren Carl Gottlob Stelzner. Detta vittnesmål ledde till en upplösning av Carl Stelzner första äktenskap 1834–1848 eftersom han då var gift med sin syster Anna Caroline Stelzner. Han ingick därefter från 1849 äktenskap med Henriette Reiners. Stelzner förde i sin ungdom en ambulerande tillvaro som miniatyrvirtuos och vistades kortare perioder i flera tyska städer. Han reste till Paris 1826 där han studerade för  miniatyrmålarna Jacques Augustin och madam Lizinska de Mirbel 1826–1827. 
Han vistades i Sverige 1830–1831 och under sina resor i landet stannade han till i Medevi brunn där han porträtterade brunnsgäster innan han fortsatte till Stockholm. Efter sina vandringsår bosatte han sig i Hamburg där han blev borgare 1840. Han arbetade huvudsakligen som porträttmålare men när miniatyrkonsten hotades av den fotografiska bilden reste han till Paris för att studera fotografiframställning för Louis Jacques Mandé Daguerre. Han etablerade sig därefter som fotograf men när han drabbades av blindhet 1854 tvingades han att upphöra med sin verksamhet. 
Bland hans arbeten under Sverige tiden märks porträtten av fru Elisabeth Malcolm i Göteborg och drottning Josephine. Han medverkade i Konstakademiens utställning 1831 och han deltog dessutom utställningen Diverse Portraiter. Stelzner är representerad vid bland annat Kunsthalle och Kunstgewerbemuseum i Hamburg, Det danske Kongehus Løsørefideikomis, Fredrikborgs slott i Danmark och Göteborgs konstmuseum.